# 援助交際撲滅運動
『援助交際撲滅運動』（えんじょこうさいぼくめつうんどう）は、山本英夫原作、こしばてつや作画による日本の漫画作品。講談社『ヤングマガジン アッパーズ』で1998年に連載され、のちに実写映像作品としても製作された。
連載当時流行語ともなっていた「援助交際」をモチーフに、援助交際とオヤジ狩りを駆使して男性からお金を巻き上げる女子高生と、“援助交際撲滅”を旗頭に淫行を働く男たちとの戦いを描く。
連載期間は短いものの、女子高生（ギャル）vsオヤジというモチーフと構図は後述される映像作品にもなり、多くのフォロワーを生んだ。

## あらすじ
女子高生・アヤはテレクラで援助交際をネタに男を誘い出しては、彼氏であるリョーキにオヤジ狩りをさせて、金を稼ぎ出していた。一方、テレクラに勤務するオギスとクニは、客と女子高生の電話でのやり取りを盗聴。「援助交際撲滅運動」（エンボク）という善行という題目で女子高生に金も渡さずセックスする蛮行を働いていた。オギスはその行為に罪悪感を抱きながらも快楽となる。一方、クニはSの性癖に目覚め、エンボクで出会った芽映を縛り上げた挙句に浣腸攻め。その模様を写真撮影し、拘束しながらホテルに置き去りにする。犯された芽映は実は処女であり、ショックのあまり自殺未遂を起こす。芽映を可愛がっていたアヤは仲間に集合をかけ、「援助交際撲滅運動」を名乗る男たちへの復讐を誓う。

## 登場人物

### 主要登場人物
アヤ
本作の主人公。ミニスカの制服にルーズソックスといういわゆるコギャルのいでたちをする女子高生。一度キレると躊躇なく残忍なことができる。
リョーキ
アヤの彼氏。
オギス
元ホストでテレクラ店員。
クニ
元極道でテレクラ店員。
芽映
アヤの後輩。ガン黒に憧れる。

## 映画
4度映像化されている。すべて鈴木浩介が監督として関わる。第1作のみ原作をなぞり、2作目以降は原作の設定やエッセンスを受け継ぎながらも別作品である。

### 援助交際撲滅運動
2001年11月3日公開の日本映画。遠野小春主演。

#### 出演（援助交際撲滅運動）
- アヤ ‐ 遠野小春
- クニ ‐ 遠藤憲一
- 芽映 ‐ 関保奈美
- ナナ ‐ 真壁あやか
- リョーキ ‐ 山口祥行
- オギス ‐ 佐藤幹雄
- オヤジ ‐ 森羅万象
- SM店員 ‐ 諏訪太郎

#### スタッフ（援助交際撲滅運動）
- 監督・脚色・撮影 ‐ 鈴木浩介
- 原作 ‐ 山本英夫、こしばてつや『援助交際撲滅運動』
- プロデューサー ‐ 山口幸彦

### 援助交際撲滅運動 地獄変
2004年10月2日公開の日本映画。蒼井そら主演。

#### 出演（援助交際撲滅運動 地獄変）
- アオイ ‐ 蒼井そら
- クニ ‐ 遠藤憲一
- 坂東 ‐ 緋田康人
- 姫田 ‐ 大西武志
- オギス ‐ 松嶋亮太
- ミヤコ ‐ 涼樹れん
- 早苗 ‐ 飯沢もも
- 安岡 ‐ 諏訪太郎

#### スタッフ（援助交際撲滅運動 地獄変）
- 監督・撮影 ‐ 鈴木浩介
- 脚本 ‐ 豊島圭介
- 原作 ‐ 山本英夫こしばてつや『援助交際撲滅運動』
- プロデューサー ‐ 山口幸彦

### STOP THE BITCH CAMPAIGN 援助交際撲滅運動
2009年3月7日公開の日本映画。Rio主演。

#### 出演（STOP THE BITCH CAMPAIGN 援助交際撲滅運動）
- あずさ ‐ Rio
- クニ ‐ 遠藤憲一
- 姫田 ‐ 大西武志
- オギス ‐ 松嶋亮太

#### スタッフ（STOP THE BITCH CAMPAIGN 援助交際撲滅運動）
- 監督 ‐ 鈴木浩介
- 脚本 ‐ 加藤淳也
- 原作 ‐ 山本英夫、こしばてつや『援助交際撲滅運動』
- プロデューサー ‐ 山口幸彦

### エンボク
2020年7月3日公開の日本映画。秋乃ゆに主演。

#### 出演（エンボク）
- 工藤愛美 ‐ 秋乃ゆに
- 熊切邦夫 ‐ 板尾創路
- 国本崇（クニ） ‐ 山本浩司
- 木口洋介 ‐ 酒井健太郎
- 大島篤 ‐ 田中瑛祐
- 恒吉礼香 ‐ 野々宮ミカ
- ミカ ‐ 池田萌子
- マリエ ‐ 神咲詩織
- 知佐子 ‐ 酒井萌衣
- 陽子 ‐ 中島舞香
- 翔太 ‐ 渡辺まさや
- 熊切優香 ‐ 木原実優
- 工藤正敏 ‐ 重松隆志
- 中年オヤジA ‐ 諏訪太朗
- 中年オヤジB ‐ 西島巧輔
- 中年オヤジC ‐ 山崎画大
- 中年オヤジD ‐ 寺田ムロラン
- 熊切麻由美 ‐ 小林あずさ（スチール出演）
- 愛美の母 ‐ 大迫可菜実（声の出演）
- 援撲サイトのJK ‐ 芹沢ゆず、中尾芽衣子、山井すず（いずれもスチール出演）
- 浅沼 ‐ 石川啓大
- 立花 ‐ 山崎潤
- 理恵子 ‐ 吉牟田眞奈

#### スタッフ（エンボク）
- 監督 ‐ 鈴木浩介
- 脚本 ‐ 増本庄一郎
- 原作 ‐ 山本英夫、こしばてつや『援助交際撲滅運動』
- 企画・プロデュース ‐ 山口幸彦
- 製作 ‐ 坂本敏明
- プロデューサー ‐ 梅川治男
- 音楽監督 ‐ 遠藤浩二
- 撮影 ‐ 唐沢悟
- 照明 ‐ 小沢均
- 録音 ‐ 鈴木健太郎
- 美術・装飾 ‐ 黒田享大
- 編集 ‐ 掛須秀一
- 静音 ‐ 岩丸恒
- 音響効果 ‐ 小山秀雄
- 主題歌 ‐ 藤田恵名『エンドロール』作詞作曲編曲：田渕ガー子（キングレコード）
- 制作：キングレコード